# LyricWiki
Lyrically, antes llamado "LyricWikia" o "LyricWiki", fue un sitio web que alberga letras y datos enciclopédicos de canciones; en el que los usuarios pueden buscar y ver, editar, y discutir la información de la base de datos similarmente a la Wikipedia (utiliza su mismo software MediaWiki) o a MusicBrainz para CD. Disponible en varios idiomas, incluyendo el español. Ocupa el lugar número 12 de las wikis más grandes.
Consciente de los derechos de autor (copyright) advirte a los usuarios al contribuir, y borra contenido según sea solicitado, el contenido en general es licenciado a través de LyricFind.
Ofrecía acceso a su base de datos a través de su API web, pero fue interrumpida a principio de 2016 por restricciones de licenciamiento.
Wikia, también ha desarrollado una aplicación móvil llamada "Lyrically" que utiliza la BBDD de Lyrically para mostrar la letra de la canción que se está escuchando.
Muchos reproductores que muestran letras, lo hacen por medio de agregados (plugins) que se conectan a Lyrically, como:  Winamp, Amarok, Windows Media Player, iTunes, musikCube, foobar2000, entre otros.

## Historia
El sitio fue creado en abril de 2006 por Sean Colombo, y en ese mismo mes ganó el premio DreamHost al "Sitio del mes".
A fecha de septiembre de 2008 el sitio contiene alrededor de 690.000 páginas.
En agosto de 2009 la empresa "Motive Force LLC" (la compañía padre de sitio) fue demandada por National Music Publishers' Association o NMPA (en nombre de sus socios Peermusic, Warner/Chappell, y BugMusic) por derechos de autor. A partir de este hecho es que migra al sitio albergador de wikis "Wikia", y cambia a LyricFind como licenciatario de la información, y pasa a llamarse "LyricWikia".

## Enlaces relacionados
- toLyrics Buscador de letras de canciones y karaoke
- MusicBrainz